# Chlorodrepana cryptochroma
Chlorodrepana cryptochroma là một loài bướm đêm trong họ Geometridae.